# Eusphalerum longipenne
Eusphalerum longipenne är en skalbaggsart som först beskrevs av Wilhelm Ferdinand Erichson 1839.  Eusphalerum longipenne ingår i släktet Eusphalerum, och familjen kortvingar. Arten har ej påträffats i Sverige.